# María del Pilar Carré
María del Pilar Carré Sánchez (n. 1921 en La Coruña, Galicia, España - f. 2000 en La Coruña, Galicia, España) fue una escritora española de más de 190 novelas rosas entre 1945 y 1985, también utilizó el seudónimo de Joanna M. Ribes. Era la hermana de la también novelista romántica May Carré, y nieta de Eugenio Carré Aldao librero y escritor, padre de los escritores Uxío Carré Alvarellos, Leandro Carré Alvarellos y Loís Carré Alvarellos.

## Biografía
María del Pilar Carré Sánchez nació en 1921 en La Coruña, Galicia, España. Primogénita de Gonzalo Carré Alverellos, tenía dos hermanas y un hermano. Fue maestra y comenzó a escribir joven y a publicar, y no lo dejó hasta que se hizo cargo del cuidado de sus padres. Falleció en 2000 en La Coruña.

### Como María del Pilar Carré
- El orgullo de los Waterfird	(1945)
- Feliz casualidad	(1946)
- Su mejor aliado	(1946)
- Cupido en el aula 3	(1947)
- Tenía que ser así	(1947)
- Una boda singular	(1947)
- Una extraña institutriz	(1947)
- Millonaria por sorpresa	(1948)
- Una intrusa en el gran mundo	(1948)
- Catuxa	(1949)
- Contrato de boda	(1949)
- El beduino	(1949)
- La sorpresa de una predicción	(1949)
- Los dos primos de Annabella	(1949)
- No era amor	(1949)
- Una conquista difícil	(1949)
- Y surgió el amor	(1949)
- A la busca de un marido	(1950)
- Almas al desnudo	(1950)
- Caprichos de millonaria	(1950)
- Cuando pasa una mujer	(1950)
- El final de una aventura	(1950)
- "El soltero de ""Villa Rosales"""	(1950)
- Fracaso sentimental	(1950)
- Idilio en Hollywood	(1950)
- Mensaje de Navidad	(1950)
- Mi príncipe azul	(1950)
- Miss Cowling	(1950)
- Misterios del corazón	(1950)
- Pamela Taylor	(1950)
- Siguiendo sus pasos	(1950)
- Un hombre solitario	(1950)
- Una rica heredera	(1950)
- Hasta el mismo borde	(1951)
- La esposa de mi marido	(1951)
- La vida es distinta	(1951)
- Soñar es un lujo	(1951)
- Una historia vuglar	(1951)
- Al destino hay que ayudarlo	(1952)
- Cruel venganza	(1952)
- El romance de una cenicienta	(1952)
- Las mellizas	(1952)
- Leyenda de familia	(1952)
- Una muchacha terrible	(1952)
- Una mujer distinta	(1952)
- Aquel hombre…	(1953)
- Cuando surge el amor	(1953)
- Desafiando al porvenir	(1953)
- Diario de un hombre soltero	(1953)
- El club de las solteronas	(1953)
- El padrino de boda	(1953)
- El último de los Cliveden	(1953)
- Esperando al destino	(1953)
- Un novio para Maryse	(1953)
- Una persona importante	(1953)
- De noble origen	(1954)
- El fantasma del pasado	(1954)
- Historia de un destino	(1954)
- La noche que nos conocimos	(1954)
- Los hombres vuelven siempre	(1954)
- Tu corazón me llama	(1954)
- Yo sé esperar	(1954)
- ¡Este es mi heredero!	(1955)
- ¡No te metas conmigo!	(1955)
- ¡Te odio, mi amor!	(1955)
- Desafiando el porvenir	(1955)
- El abismo	(1955)
- El legado	(1955)
- Es mi secreto	(1955)
- La herencia	(1955)
- La rival	(1955)
- Me cambiaron el marido	(1955)
- Morocha	(1955)
- Tutor a la fuerza	(1955)
- Vacaciones pagadas	(1955)
- La huérfana	(1956)
- Camino solitario	(1957)
- El flechazo	(1957)
- Muchacha tímida	(1957)
- Pasión desesperada	(1957)
- Surgida de la noche	(1957)
- Vivamos ahora	(1957)
- Amargo momento	(1958)
- Casarse es lo mejor	(1958)
- El pariente pobre	(1958)
- La casa de enfrente	(1958)
- Los millones de tía Sofía	(1958)
- Noche en el camino	(1958)
- Peligroso ardid	(1958)
- Vidas intimas	(1958)
- ¡Qué triste es querer!	(1959)
- Frágil victoria	(1959)
- Herencia amenazada	(1959)
- La pérfidia	(1959)
- La tía Minnie	(1959)
- Aquel verdadero amor	(1960)
- Cuando estemos solos	(1960)
- Esta es mi historia	(1960)
- La novia de Larry	(1960)
- La otra Ellen	(1960)
- Mi hermano Alberto	(1960)
- Un marido por herencia	(1960)
- Con el amor no se juega	(1961)
- Dos solteros y una chica	(1961)
- La muchacha de color	(1961)
- Llámame Piska	(1961)
- Simplemente un hombre	(1961)
- Una buena boda	(1961)
- El jefe de la familia	(1962)
- Grandullón	(1962)
- La mujer deseada	(1962)
- Los amores de Maxim	(1962)
- Un magnífico muchacho	(1962)
- Esculpida en hielo	(1963)
- La historia que Eva contó	(1963)
- La tía de Pepito	(1963)
- La vida no se detiene	(1963)
- La sobrina del jardinero	(1964)
- Una mujer demasiado cara	(1964)
- El hombre que amo	(1965)
- La bella salvaje	(1965)
- La fortuna de Collin Nimble	(1965)
- Prisioneros del pasado	(1965)
- Los cinco sin mujer	(1966)
- Mujeres de un solo amor	(1966)
- Son cosas que pasan	(1966)
- Te quiero de verdad	(1966)
- Demasiado vehemente	(1967)
- El secreto de Román Agilda	(1967)
- Ella tiene casta	(1967)
- Especialista en chicas guapas	(1967)
- Juegos peligrosos	(1967)
- La venganza de David Fonseca	(1967)
- Mujer de fuego	(1967)
- Chico busca a chica	(1968)
- De vocación: soltero	(1968)
- Ely, la enfermera	(1968)
- La chica del súeter ajustado	(1968)
- La dicha suprema	(1968)
- La dicha suprema	(1968)
- Sacrificio heroico	(1968)
- Se metió en mi corazón	(1968)
- Se rifa un novio	(1968)
- Te eché el anzuelo	(1968)
- Yo soy Gabriela	(1968)
- El orgullo de un hombre	(1969)
- El otro	(1969)
- El precio de las cosas	(1969)
- Entre dos caminos	(1969)
- Esa rubia Karen…	(1969)
- Las dudas de Debbie	(1969)
- Privilegio de mujer	(1969)
- Su hora	(1969)
- Un empujón a la suerte	(1969)
- Un novio para Fay	(1969)
- Un rumor	(1969)
- El destino hace su voluntad	(1970)
- La decisión	(1970)
- La sin nombre	(1970)
- Mal de amores	(1970)
- Matrimonio de conveniencia	(1970)
- Pero el amor perdona	(1970)
- Sirvienta de casa rica	(1970)
- Una mujer indomable	(1970)
- Una vida gris	(1970)
- ¡De qué vale el dinero!	(1971)
- La doble	(1971)
- Mi amigo, mi enemigo	(1971)
- Sucedió…	(1971)
- Un empleo para siempre	(1971)
- En voz baja (Géminis)	(1972)
- La promesa	(1972)
- Oscuro secreto	(1972)
- Pasiones humanas	(1972)
- Sombra de odio	(1972)
- Triángulo de pasiones	(1972)
- Triste despertar	(1972)
- Tu destino me pertenece	(1972)
- Amor, con amor se cura	(1973)
- Los hombres	(1973)
- No rehúyas tu destino	(1973)
- Una mujer marcada	(1973)
- Yugo de amor	(1973)
- Dos hermanas sin dote	(1974)
- Mentes torturadas	(1974)
- ¡Llora, llora, corazón!	(1975)
- Amor a escondidas	(1975)
- Un pedazo de bruto	(1975)
- Andando sobre las nubes	(1976)
- Donde me lleve el camino	(1976)
- Pies de barro	(1976)
- Un mal ejemplo	(1976)
- La alfombra roja	(1977)
- Divorce Party	(1980)
- El arlequín del Diablo	(1980)
- La muerte viaja en yate	(1981)
- La guapa

### Joanna M. Ribes
- Lloraré mañana (1984)
- Un ligero soplo de escándalo (1985)